# League Cup 1965/66
Der League Cup 1965/66 war die 6. Austragung des Football League Cup (meist nur als League Cup bekannt).
Am Pokalwettbewerb, der am 1. September 1965 für die 92 englischen Spitzenvereine begann, nahmen letztlich 83 Mannschaften teil und wurde in den ersten fünf Runden im K.-o.-System über eine Partie und ab dem Halbfinale über Hin- und Rückspiel entschieden. Das Finale, das am 9. März 1966 und 23. März 1966 ausgetragen wurde, entschied der Erstligist West Bromwich Albion mit 5:3 Toren nach Hin- und Rückspiel für sich. Unterlegener Finalist war West Ham United.

## Wettbewerb

### Erste Runde
Zur ersten Runde traten die Vereine an, die im Vorjahr ab Platz 11 und abwärts die Drittligasaison 1964/65 abgeschlossen hatten, dazu alle 24 Vereine aus der Viertligasaison 1964/65.
| Datum             |                        | Ergebnis |                        |
| ----------------- | ---------------------- | -------- | ---------------------- |
| 1. September 1965 | AFC Barrow             | 1:1      | AFC Rochdale           |
| 1. September 1965 | Bournemouth & Boscombe | 0:0      | FC Aldershot           |
| 1. September 1965 | Bradford Park Avenue   | 1:0      | Halifax Town           |
| 1. September 1965 | Colchester United      | 2:1      | Exeter City            |
| 1. September 1965 | Crewe Alexandra        | 2:0      | FC Southport           |
| 1. September 1965 | Doncaster Rovers       | 2:2      | FC Barnsley            |
| 1. September 1965 | Hartlepool United      | 1:0      | Bradford City          |
| 1. September 1965 | Lincoln City           | 2:2      | York City              |
| 1. September 1965 | Luton Town             | 1:1      | Brighton & Hove Albion |
| 1. September 1965 | Newport County         | 2:2      | Southend United        |
| 1. September 1965 | Notts County           | 0:0      | FC Chesterfield        |
| 1. September 1965 | Oldham Athletic        | 3:2      | Tranmere Rovers        |
| 1. September 1965 | Oxford United          | 0:1      | FC Millwall            |
| 1. September 1965 | Port Vale              | 2:2      | FC Reading             |
| 1. September 1965 | Queens Park Rangers    | 1:1      | FC Walsall             |
| 1. September 1965 | Scunthorpe United      | 0:2      | FC Darlington          |
| 1. September 1965 | Shrewsbury Town        | 3:0      | Torquay United         |
| 1. September 1965 | Stockport County       | 2:3      | AFC Workington         |
| 1. September 1965 | AFC Wrexham            | 5:2      | Chester City           |

#### Wiederholungsspiele
| Datum             |                        | Ergebnis |                        |
| ----------------- | ---------------------- | -------- | ---------------------- |
| 6. September 1965 | Southend United        | 3:1      | Newport County         |
| 7. September 1965 | FC Barnsley            | 1:2      | Doncaster Rovers       |
| 7. September 1965 | Brighton & Hove Albion | 2:0      | Luton Town             |
| 7. September 1965 | FC Walsall             | 3:2      | Queens Park Rangers    |
| 7. September 1965 | York City              | 4:2      | Lincoln City           |
| 8. September 1965 | FC Aldershot           | 2:1      | Bournemouth & Boscombe |
| 8. September 1965 | FC Chesterfield        | 2:1      | Notts County           |
| 8. September 1965 | FC Reading             | 1:0      | Port Vale              |
| 8. September 1965 | AFC Rochdale           | 3:1      | AFC Barrow             |

### Zweite Runde
Aus den beiden obersten englischen Spielklassen waren weitere 44 Vereine plus die ersten 10 Drittligamannschaften der Vorsaison für die zweite Runde gesetzt. Von den nunmehr 73 Teilnehmern traten jedoch nur 64 Vereine zur zweiten Runde an.
| Datum              |                        | Ergebnis |                      |
| ------------------ | ---------------------- | -------- | -------------------- |
| 21. September 1965 | Blackburn Rovers       | 0:1      | Northampton Town     |
| 21. September 1965 | Brighton & Hove Albion | 1:2      | Ipswich Town         |
| 21. September 1965 | Bristol Rovers         | 3:3      | West Ham United      |
| 21. September 1965 | FC Bury                | 0:2      | Huddersfield Town    |
| 21. September 1965 | Charlton Athletic      | 4:1      | Carlisle United      |
| 21. September 1965 | Swansea Town           | 2:3      | Aston Villa          |
| 22. September 1965 | FC Blackpool           | 5:2      | FC Gillingham        |
| 22. September 1965 | Bolton Wanderers       | 3:0      | FC Aldershot         |
| 22. September 1965 | FC Chesterfield        | 3:0      | Bradford Park Avenue |
| 22. September 1965 | Colchester United      | 2:4      | FC Middlesbrough     |
| 22. September 1965 | Crewe Alexandra        | 1:1      | Cardiff City         |
| 22. September 1965 | Crystal Palace         | 0:1      | Grimsby Town         |
| 22. September 1965 | FC Darlington          | 2:1      | Swindon Town         |
| 22. September 1965 | Doncaster Rovers       | 0:4      | FC Burnley           |
| 22. September 1965 | Hull City              | 2:2      | Derby County         |
| 22. September 1965 | Leeds United           | 4:2      | Hartlepool United    |
| 22. September 1965 | Leyton Orient          | 0:3      | Coventry City        |
| 22. September 1965 | Manchester City        | 3:1      | Leicester City       |
| 22. September 1965 | Mansfield Town         | 2:1      | Birmingham City      |
| 22. September 1965 | FC Millwall            | 4:1      | York City            |
| 22. September 1965 | Newcastle United       | 3:4      | Peterborough United  |
| 22. September 1965 | Oldham Athletic        | 1:2      | FC Portsmouth        |
| 22. September 1965 | Preston North End      | 1:0      | Plymouth Argyle      |
| 22. September 1965 | FC Reading             | 5:1      | Southend United      |
| 22. September 1965 | Rotherham United       | 2:0      | FC Watford           |
| 22. September 1965 | Shrewsbury Town        | 1:0      | Bristol City         |
| 22. September 1965 | FC Southampton         | 3:0      | AFC Rochdale         |
| 22. September 1965 | Stoke City             | 2:1      | Norwich City         |
| 22. September 1965 | AFC Sunderland         | 2:1      | Sheffield United     |
| 22. September 1965 | West Bromwich Albion   | 3:1      | FC Walsall           |
| 22. September 1965 | AFC Workington         | 0:0      | FC Brentford         |
| 22. September 1965 | AFC Wrexham            | 1:2      | FC Fulham            |

#### Wiederholungsspiele
| Datum              |                 | Ergebnis |                 |
| ------------------ | --------------- | -------- | --------------- |
| 29. September 1965 | Cardiff City    | 3:0      | Crewe Alexandra |
| 29. September 1965 | Derby County    | 4:3      | Hull City       |
| 29. September 1965 | West Ham United | 3:2      | Bristol Rovers  |
| 30. September 1965 | FC Brentford    | 1:2      | AFC Workington  |

### Dritte Runde
| Datum            |                     | Ergebnis |                      |
| ---------------- | ------------------- | -------- | -------------------- |
| 13. Oktober 1965 | FC Blackpool        | 1:2      | FC Darlington        |
| 13. Oktober 1965 | FC Burnley          | 3:2      | FC Southampton       |
| 13. Oktober 1965 | Cardiff City        | 2:0      | FC Portsmouth        |
| 13. Oktober 1965 | FC Chesterfield     | 2:2      | Stoke City           |
| 13. Oktober 1965 | Derby County        | 1:1      | FC Reading           |
| 13. Oktober 1965 | FC Fulham           | 5:0      | Northampton Town     |
| 13. Oktober 1965 | Grimsby Town        | 4:2      | Bolton Wanderers     |
| 13. Oktober 1965 | Huddersfield Town   | 0:1      | Preston North End    |
| 13. Oktober 1965 | Leeds United        | 2:4      | West Bromwich Albion |
| 13. Oktober 1965 | Manchester City     | 2:3      | Coventry City        |
| 13. Oktober 1965 | FC Middlesbrough    | 0:0      | FC Millwall          |
| 13. Oktober 1965 | Peterborough United | 4:3      | Charlton Athletic    |
| 13. Oktober 1965 | Shrewsbury Town     | 2:5      | Rotherham United     |
| 13. Oktober 1965 | AFC Sunderland      | 1:2      | Aston Villa          |
| 13. Oktober 1965 | West Ham United     | 4:0      | Mansfield Town       |
| 13. Oktober 1965 | AFC Workington      | 1:1      | Ipswich Town         |

#### Wiederholungsspiele
| Datum            |              | Ergebnis |                  |
| ---------------- | ------------ | -------- | ---------------- |
| 18. Oktober 1965 | FC Millwall  | 3:1      | FC Middlesbrough |
| 20. Oktober 1965 | Ipswich Town | 3:1      | AFC Workington   |
| 20. Oktober 1965 | FC Reading   | 2:0      | Derby County     |
| 20. Oktober 1965 | Stoke City   | 2:1      | FC Chesterfield  |

### Vierte Runde
| Datum            |                  | Ergebnis |                      |
| ---------------- | ---------------- | -------- | -------------------- |
| 3. November 1965 | Cardiff City     | 5:1      | FC Reading           |
| 3. November 1965 | Coventry City    | 1:1      | West Bromwich Albion |
| 3. November 1965 | FC Fulham        | 1:1      | Aston Villa          |
| 3. November 1965 | Grimsby Town     | 4:0      | Preston North End    |
| 3. November 1965 | Ipswich Town     | 2:0      | FC Darlington        |
| 3. November 1965 | FC Millwall      | 1:4      | Peterborough United  |
| 3. November 1965 | Rotherham United | 1:2      | West Ham United      |
| 3. November 1965 | Stoke City       | 0:0      | FC Burnley           |

#### Wiederholungsspiele
| Datum             |                      | Ergebnis |               |
| ----------------- | -------------------- | -------- | ------------- |
| 8. November 1965  | Aston Villa          | 2:0      | FC Fulham     |
| 9. November 1965  | FC Burnley           | 2:1      | Stoke City    |
| 10. November 1965 | West Bromwich Albion | 6:1      | Coventry City |

### Viertelfinale
| Datum             |                      | Ergebnis |                 |
| ----------------- | -------------------- | -------- | --------------- |
| 17. November 1965 | Cardiff City         | 2:1      | Ipswich Town    |
| 17. November 1965 | Grimsby Town         | 2:2      | West Ham United |
| 17. November 1965 | Peterborough United  | 4:0      | FC Burnley      |
| 17. November 1965 | West Bromwich Albion | 3:1      | Aston Villa     |

#### Wiederholungsspiel
| Datum             |                 | Ergebnis |              |
| ----------------- | --------------- | -------- | ------------ |
| 15. Dezember 1965 | West Ham United | 1:0      | Grimsby Town |

### Halbfinale
Die Hinspiele wurden am 1. Dezember 1965 und 20. Dezember 1965, die Rückspiele am 15. Dezember 1965 und 2. Februar 1966 ausgetragen.
|                      | Gesamt |                     | Hinspiel | Rückspiel |
| -------------------- | ------ | ------------------- | -------- | --------- |
| West Bromwich Albion | 6:3    | Peterborough United | 2:1      | 4:2       |
| West Ham United      | 10:3   | Cardiff City        | 5:2      | 5:1       |

### Finale
| West Ham United                                  | West Ham United | West Bromwich Albion | West Bromwich Albion |
| ------------------------------------------------ | --- | --- | -------------------- |
| West Ham United                                  | \| Finale, Hinspiel \| \| Mittwoch, 9. März 1966 in London (Boleyn Ground) \| \| Ergebnis: 2:1 (0:0) \| \| Zuschauer: 28.341 \| \| Schiedsrichter: David Smith \| \| Spielbericht \| | \| Finale, Hinspiel \| \| Mittwoch, 9. März 1966 in London (Boleyn Ground) \| \| Ergebnis: 2:1 (0:0) \| \| Zuschauer: 28.341 \| \| Schiedsrichter: David Smith \| \| Spielbericht \| | West Bromwich Albion |
| West Ham United                                  | Jim Standen, Dennis Burnett, Jack Burkett, Martin Peters, Ken Brown, Bobby Moore, Peter Brabrook, Ron Boyce, Johnny Byrne, Geoff Hurst, Brian Dear Cheftrainer: Ron Greenwood        | Ray Potter, Bobby Cram, Ray Fairfax, Doug Fraser, Danny Campbell, Graham Williams, Tony Brown, Jeff Astle, John Kaye, Graham Lovett, Clive Clark Cheftrainer: Jimmy Hagan            | West Bromwich Albion |
| West Ham United                                  | Johnny Byrne Bobby Moore | Jeff Astle | West Bromwich Albion |
| Finale, Hinspiel                                 | | |                      |
| Mittwoch, 9. März 1966 in London (Boleyn Ground) | | |                      |
| Ergebnis: 2:1 (0:0)                              | | |                      |
| Zuschauer: 28.341                                | | |                      |
| Schiedsrichter: David Smith                      | | |                      |
| Spielbericht                                     | | |                      |

| West Bromwich Albion                                     | West Bromwich Albion | West Ham United | West Ham United |
| -------------------------------------------------------- | --- | --- | --------------- |
| West Bromwich Albion                                     | \| Finale, Rückspiel \| \| Mittwoch, 23. März 1966 in West Bromwich (The Hawthorns) \| \| Ergebnis: 4:1 (0:0) \| \| Zuschauer: 31.952 \| \| Schiedsrichter: John Mitchell \| \| Spielbericht \| | \| Finale, Rückspiel \| \| Mittwoch, 23. März 1966 in West Bromwich (The Hawthorns) \| \| Ergebnis: 4:1 (0:0) \| \| Zuschauer: 31.952 \| \| Schiedsrichter: John Mitchell \| \| Spielbericht \| | West Ham United |
| West Bromwich Albion                                     | Ray Potter, Bobby Cram, Ray Fairfax, Doug Fraser, Danny Campbell, Graham Williams, Tony Brown, Jeff Astle, John Kaye, Bobby Hope, Clive Clark Cheftrainer: Jimmy Hagan                          | Jim Standen, Dennis Burnett, Eddie Bovington, Martin Peters, Ken Brown, Bobby Moore, Peter Brabrook, Ron Boyce, Johnny Byrne, Geoff Hurst, Johnny Sissons Cheftrainer: Ron Greenwood            | West Ham United |
| West Bromwich Albion                                     | Tony Brown Clive Clark John Kaye Graham Williams | Martin Peters | West Ham United |
| Finale, Rückspiel                                        | | |                 |
| Mittwoch, 23. März 1966 in West Bromwich (The Hawthorns) | | |                 |
| Ergebnis: 4:1 (0:0)                                      | | |                 |
| Zuschauer: 31.952                                        | | |                 |
| Schiedsrichter: John Mitchell                            | | |                 |
| Spielbericht                                             | | |                 |